# M'Hamid El Ghizlane

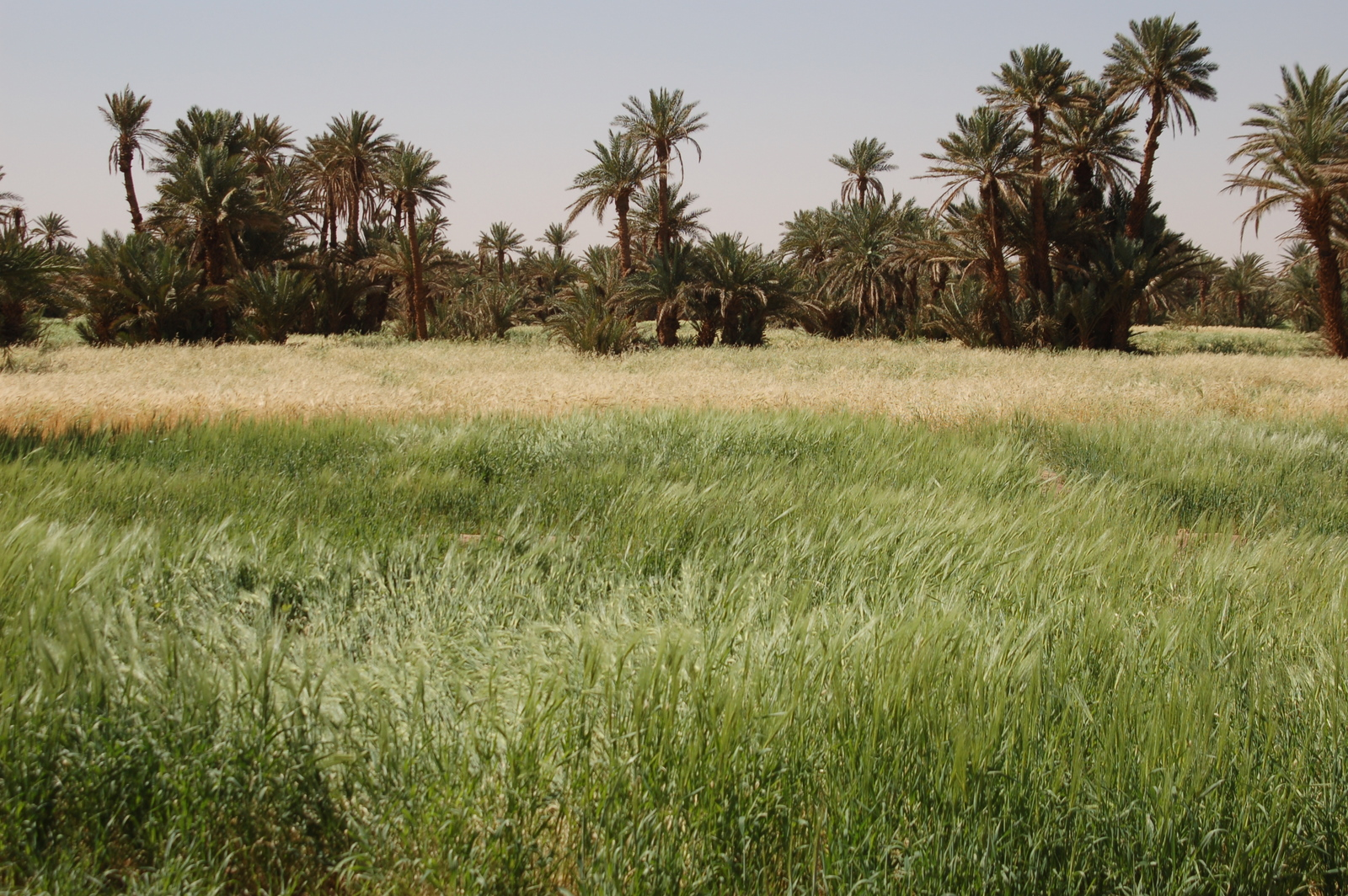
Oasis de M'hamid

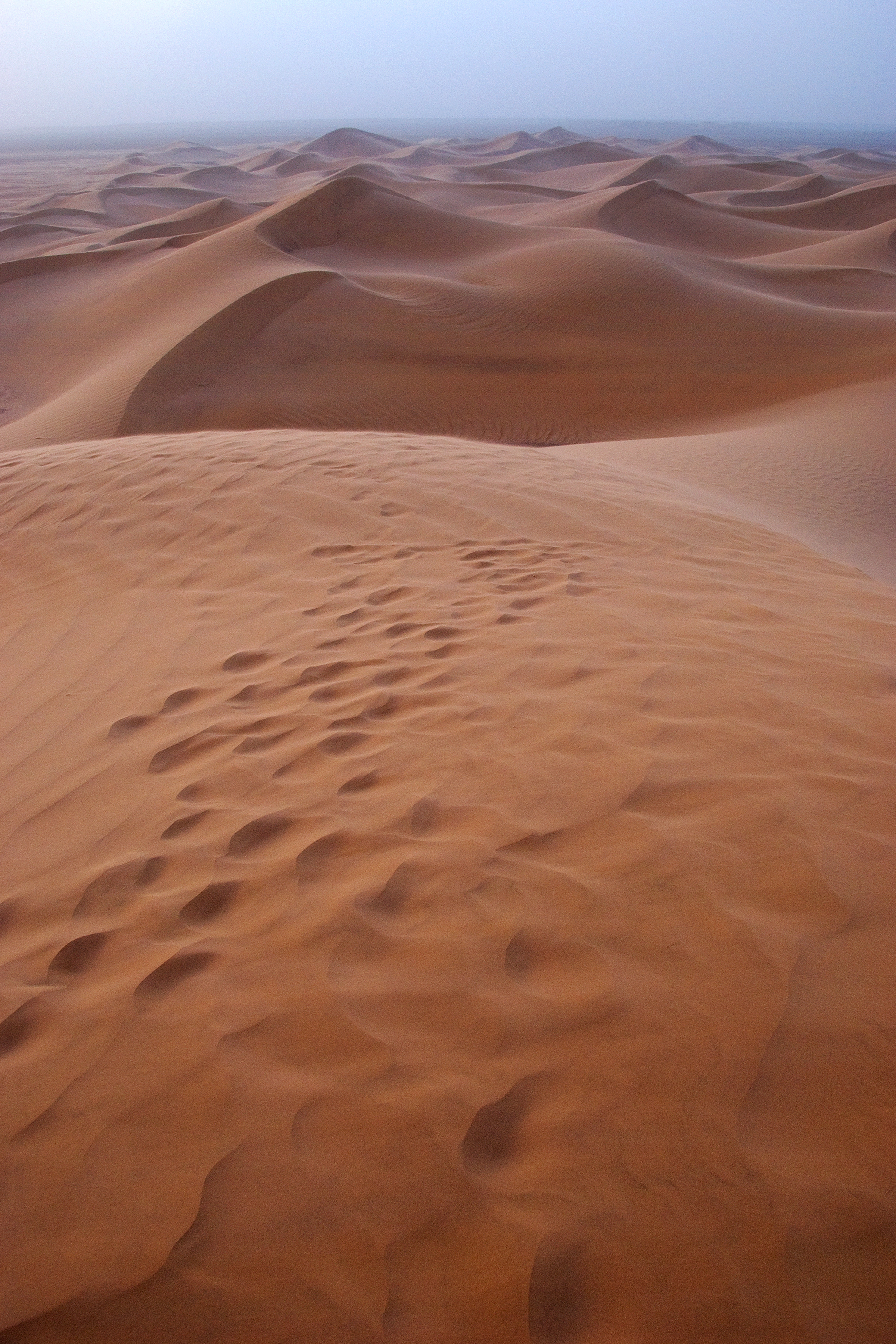
Erg Chegaga

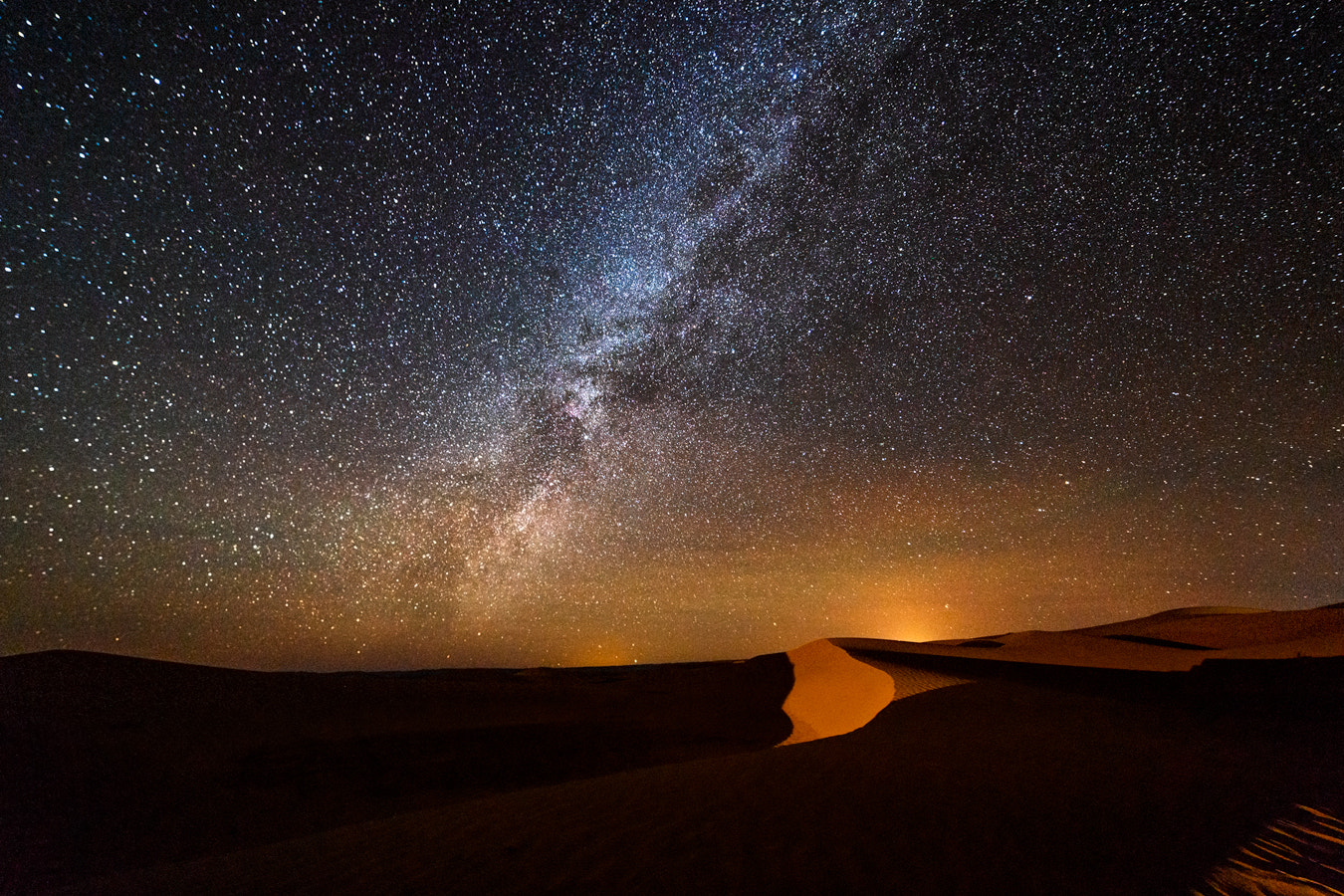
Vue sur le ciel depuis les dunes de M'hamid

M'Hamid El Ghizlane (en berbère : ⵜⴰⵔⴳⴰⵍⴰ Targala, en arabe : امحاميد الغزلان M'Hamid El Ghizlane), anciennement nommée Targala  et par erreur médiatique taragalt, est une commune rurale marocaine de la province de Zagora, dans la région de Drâa-Tafilalet, située à la lisière du Sahara, sur les confins algéro-marocains.
Son territoire, qui était autrefois une étape dans le commerce transsaharien, est devenu une zone touristique, notamment le point de départ d'excursions dans le désert, en particulier vers les dunes de l'erg Chegaga où il est possible d'observer des gazelles en liberté évoluer dans leur milieu naturel.

## Géographie
La commune de M'Hamid El Ghizlane se trouve au sud de la province de Zagora et au sud-est de la région de Souss-Massa-Draa, le long de la vallée de l'oued Draa, à l'extrémité de la N9 en venant de Zagora (94 km), le chef-lieu de sa province, via Tamegroute (78 km) et Fezouata (68 km).
Elle est bordée :
- au nord, par la commune rurale de Tagounite, également dans la province de Zagora[2] ;
- au sud, par l'Algérie.

Elle fait partie d'une aire de nomadisme et abrite, à une altitude d'environ 500 m, une oasis, avec une palmeraie s'étendant jusqu'à l'oued Draa, qui sépare les villages (ou quartiers) de M'Hamid Bali (M'Hamid l'ancienne) et M'Hamid Jdid (M'Hamid la nouvelle).

## Toponymie
Son nom signifierait « la plaine des gazelles » et serait lié à la présence de gazelles dans cette zone.

## Démographie
Selon les derniers recensements, de 1994 à 2004, la population de M'Hamid El Ghizlane a connu une baisse de 8,74 %, passant de 8 508 à 7 764 habitants.
M'Hamid se trouve dans la vallée du Drâa, une ancienne route caravanière entre le Sahara et le nord du Maroc qui a attiré des populations de différents horizons et a donc connu un brassage ethnique considérable résultant en une structure socio-ethnique très diversifiée et très hiérarchisée :
- les Draouas (population noire), supposés être les autochtones
- les tribus sahariennes maures (Aârib)
- les tribus venues du nord (Aït Sedrate)
- les anciens nomades membres de la confédération berbère Aït Atta
- les communautés à caractère sacro-saint (Chorfas et Morabitines)
- les Juifs

## Histoire
Le ksar de M'hamid daterait de l'époque saadienne, où il était notamment utilisé comme zone de paiement des taxes sur les marchandises revenant du bilad soudan, le ksar était situé sur la dernière zone habitable avant de s'enfoncer dans les régions totalement nomades et sans habitations.
Le ksar de M'hamid est décrit par le célèbre explorateur René Caillié dans son ouvrage relatant son voyage à Tombouctou en 1830.

## Administration et politique
Dans le cadre de l'administration territoriale marocaine, la commune de M'Hamid El Ghizlane est une collectivité territoriale de la province de Zagora, dans la région de Draa Tafilalte. Dans celui de la déconcentration, en dessous de sa province, elle dépend également du caïdat de M'Hamid, lui-même rattaché au cercle de Zagora.
Elle dispose d'un centre de santé communal avec unité d'accouchement (CSCA).
Les villages de Bounnou et de Zaouïat Moulay Mbark ont été électrifiés en 1999.

## Économie
La culture de céréales et l'horticulture sont pratiquées au sein de jardins mixtes, dans la palmeraie, à 500 m d'altitude, s’étendant sur 16 km de long et 2 700 km2.
Parallèlement, il existe une activité touristique : M'Hamid El Ghizlane est le point de départ d'excursions vers l'erg Lehoudi, à 12 km au nord, atteignable par la route, et vers l'erg Chegaga au sud, à presque 60 km, atteignable par des pistes, à pieds (trek), à dromadaire ou en 4X4. Les visiteurs ont à leur disposition, en matière d'hébergement, des hôtels de différentes catégories, des riads, des maisons d'hôtes ou le bivouac.
L'essentiel de l'animation (cafés-restaurants, petits hôtels, boutiques d’artisanat et souk du lundi) se déroule dans le village de M'Hamid Jdid.

## Patrimoine et culture
Chaque année, depuis 2003, se déroule à M'Hamid El Ghizlane le Festival international des nomades (mars). En 2018, s'y est notamment produit le groupe touareg Tamikrest. Depuis 2009, le festival « Taragalte, Sahara et Culture » s'y tient également (novembre). Ces manifestations sont liées à l'ancienne situation de carrefour culturel de M'Hamid El Ghizlane, qui accueillait des nomades.
La localité de M'Hamid Bali renferme des habitations en pisé et une importante kasbah.
Monuments :
- Le ksar Ksebt el-Allouj, (village fortifié) datant de l’époque saadienne à la fin du XVIe siècle, et qui aurait été un ancien "poste de contrôle" où partaient les caravanes pour Tombouctou et arrivait l'or en poudre venant du Soudan[14],[15]